# Musikjahr 1865
Liste der Musikjahre

◄◄ | ◄ | 1861 | 1862 | 1863 | 1864 | Musikjahr 1865 | 1866 | 1867 | 1868 | 1869 | ► | ►►

Weitere Ereignisse
Dieser Artikel behandelt das Musikjahr 1865.

## Ereignisse

### Uraufführungen
- 17. Februar: Die Uraufführung der Oper Der Deserteur von Ferdinand Hiller auf das Libretto von Ernst Pasqué findet in Köln statt.

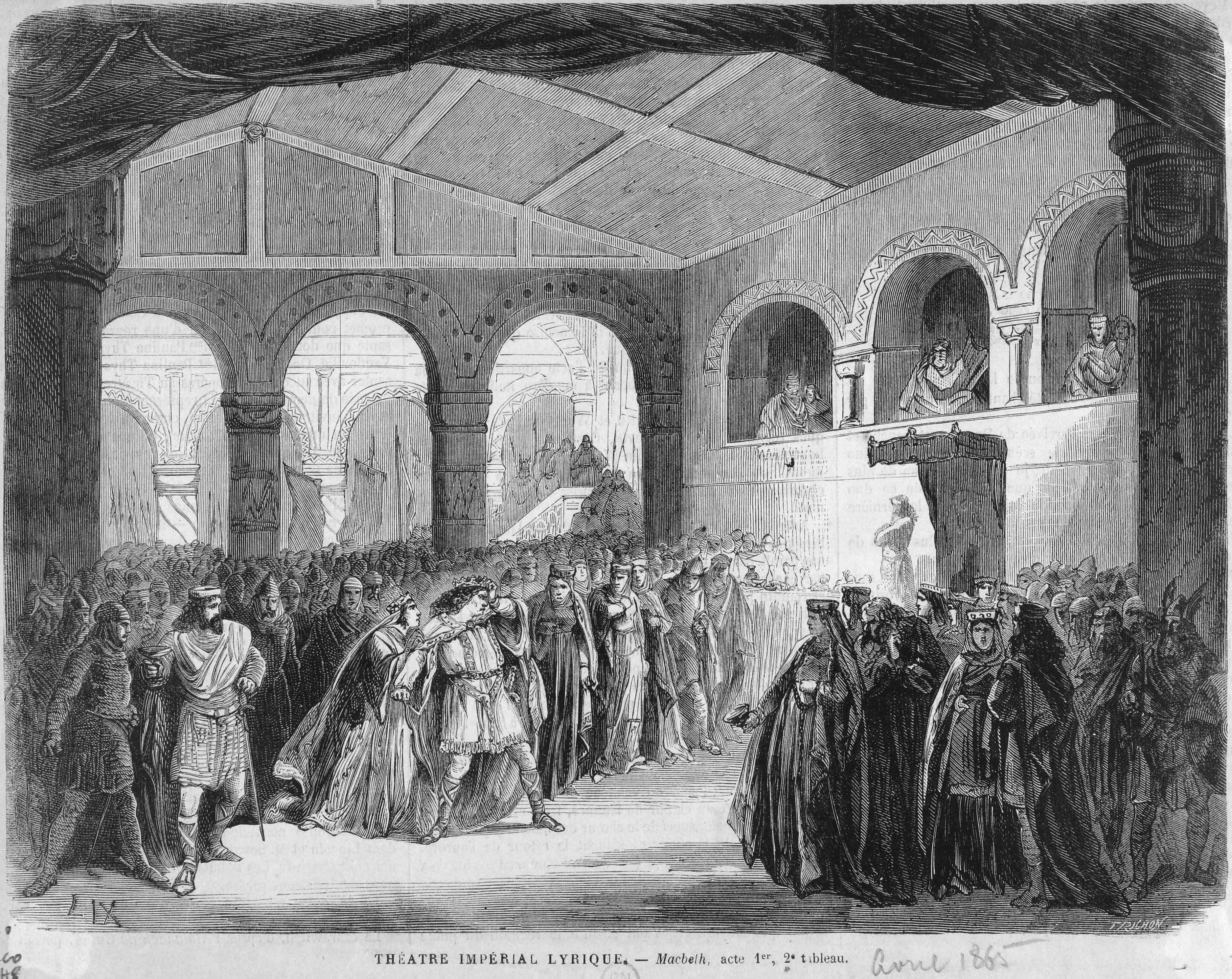
Macbeth – Illustration zur Aufführung von 1865

- 14. März: Eine revidierte Fassung der 1847 entstandenen Oper Macbeth von Giuseppe Verdi hat ihre Uraufführung am Théâtre-Lyrique in Paris. In dieser französischen Fassung hat Verdi einige Stücke überarbeitet und das für das Pariser Publikum notwendige Ballett eingefügt.
- 15. April: Die Oper Le Bœuf Apis von Léo Delibes hat ihre Uraufführung am Théâtre des Bouffes-Parisiens in Paris.
  - In Den Haag erfolgte die Uraufführung des Konzertstücks Totentanz für Klavier und Orchester von Franz Liszt unter der Leitung von Johannes Verhulst mit Hans von Bülow als Solisten.

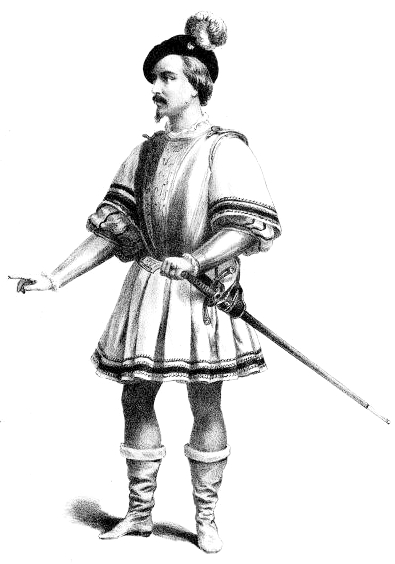
Victor Warot als Don Alvar bei der Uraufführung von L'Africaine

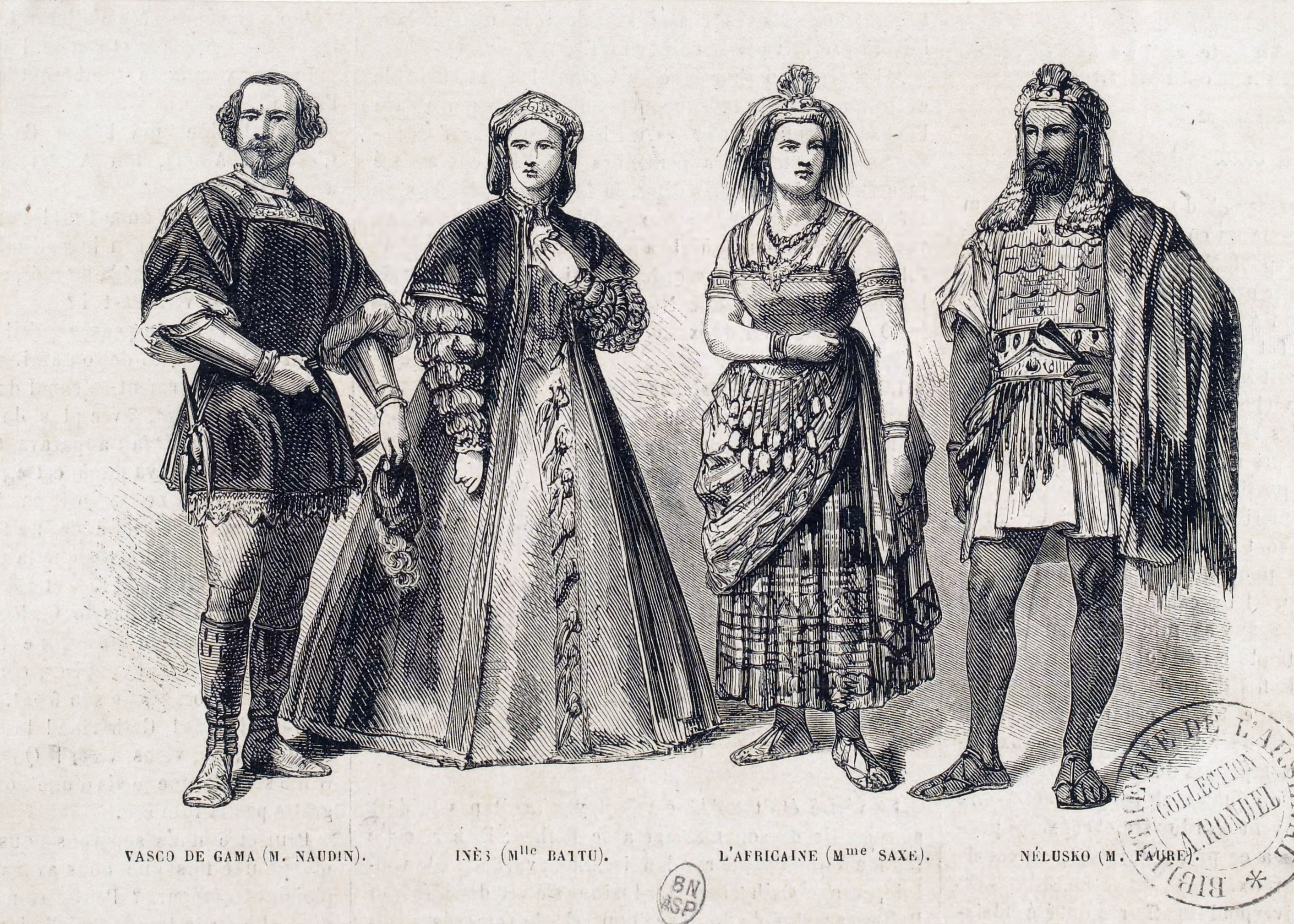
L'Africaine – Die vier Hauptfiguren der Oper in der Uraufführung: Emilio Naudin als Vasco da Gama, Marie Battu als Inès, Marie Sasse als Sélika, Jean-Baptiste Faure als Nélusco

- 28. April: Die Uraufführung der Großen Oper L'Africaine (Die Afrikanerin) von Giacomo Meyerbeer findet an der Pariser Oper statt. Sowohl der Komponist als auch der Librettist Eugène Scribe sind beim triumphalen Erfolg der Oper bereits verstorben. Auch die deutsche Erstaufführung am 18. November in Berlin wird ein Erfolg.
- 21. Mai: Die Uraufführung des lyrischen Dramas Der Cid von Peter Cornelius erfolgt am Hoftheater Weimar.

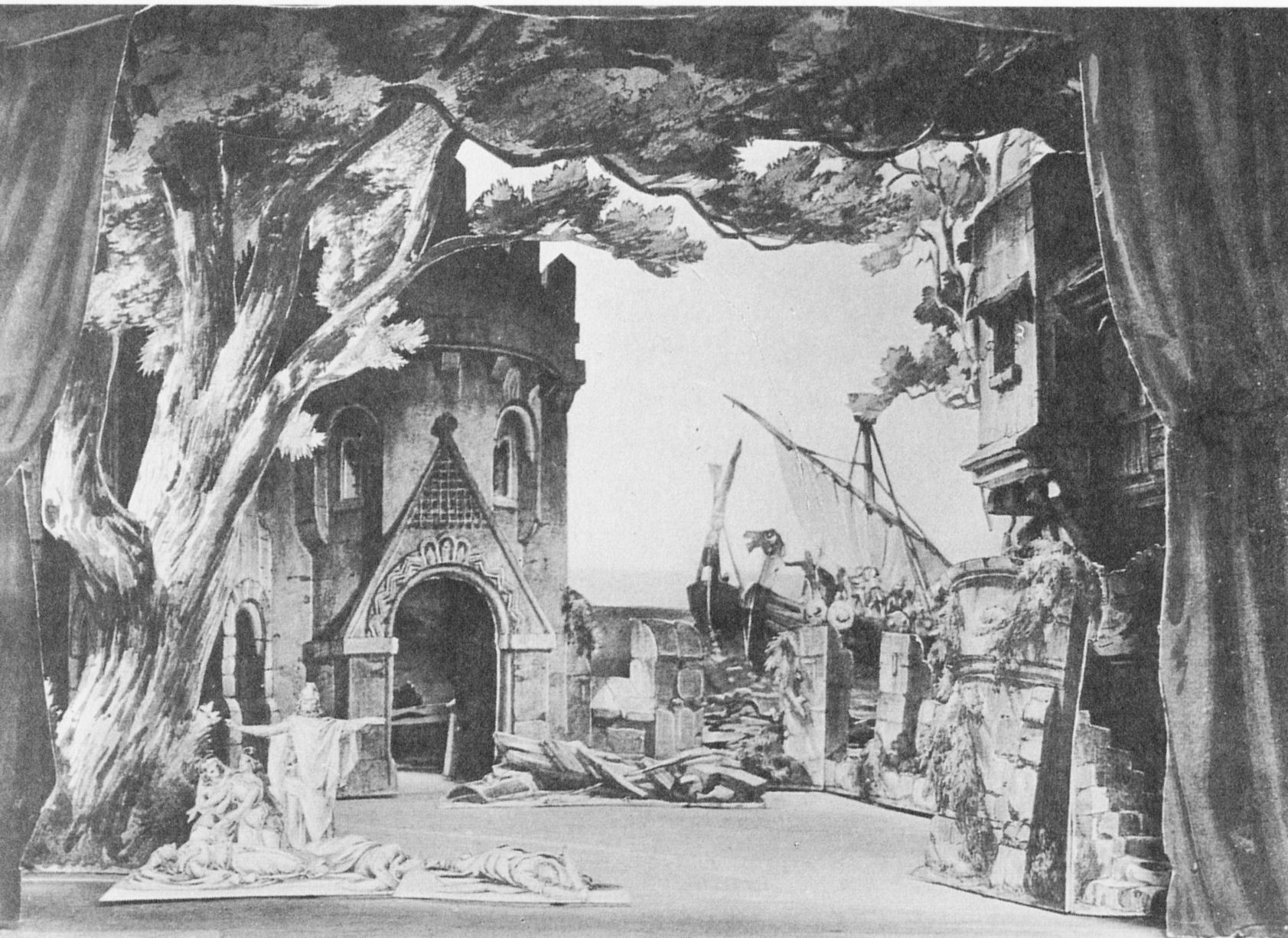
Tristan und Isolde – Bühnenmodell von Angelo Quaglio zum 3. Aufzug der Uraufführung

- 10. Juni: Im Königlichen Hof- und Nationaltheater in München wird Wagners Tristan und Isolde unter der Leitung von Hans von Bülow mit triumphalem Erfolg uraufgeführt. Malvina Schnorr von Carolsfeld singt die Isolde. Der Sänger des Tristan, Malvinas Gatte Ludwig Schnorr von Carolsfeld, stirbt nur wenige Tage später im Alter von nur 29 Jahren, was die Rolle des Tristan bis heute als „mörderisch“ gelten lässt. Musikalisch wirken Wagners Neuerungen vor allem auf dem Gebiet der Harmonik, wie zum Beispiel der Tristan-Akkord, bis in die letzte Phase der romantischen Musik nach.
- 30. Juni: Die Operette Die schöne Galathée von Franz von Suppè auf das Libretto von Leonhard Kohl von Kohlenegg hat ihre Uraufführung am Meysels Theater in Berlin. Am 9. September erfolgt die österreichische Erstaufführung am Carltheater in Wien. Der Auftrag zu dem Stück stammt vom Wiener Impresario Karl Treumann, der nach dem Erfolg von Jacques Offenbachs Operette Die schöne Helena im Vorjahr das Rezept „mythologischer Stoff in komischer Aktualisierung mit weiblichem Star“ auf die Wiener Operette zu übertragen versucht. Der Text ist eine Bearbeitung von Victor Massés Opéra-comique Galathée aus dem Jahr 1852. Der Diener Ganymed ist nach damaligen Gepflogenheiten als Hosenrolle ausgelegt und wird in Wien von der berühmten Komödiantin Anna Grobecker dargestellt. Die Pikanterie, dass sie mit Galathee ein Kussduett singen muss, trägt wesentlich zum Erfolg des Stückes bei.

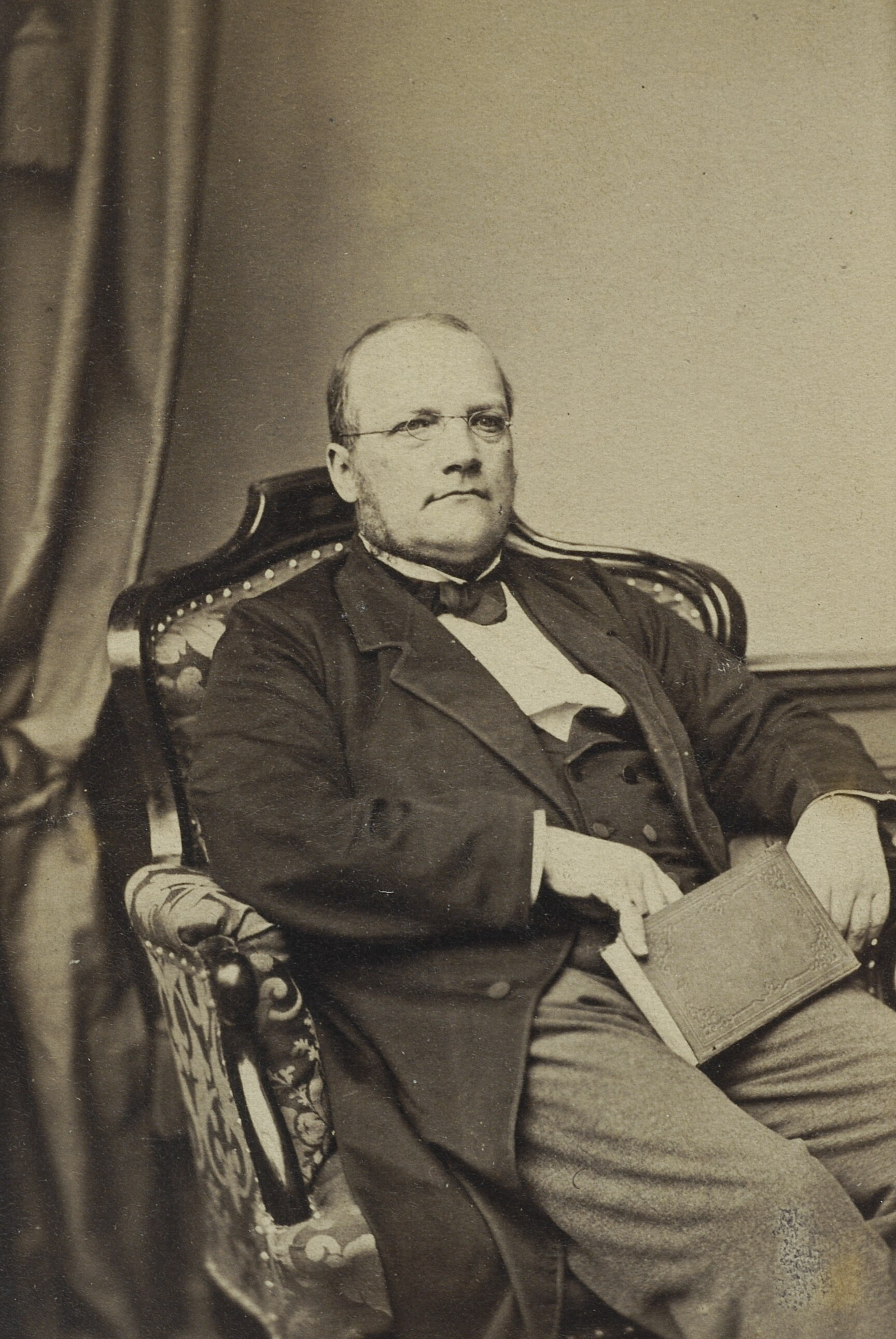
Stanisław Moniuszko, Warschau 1865

- 28. September: Die Oper Straszny Dwór (Das Gespensterschloß) von Stanisław Moniuszko wird am Teatr Wielki in Warschau uraufgeführt. Nach insgesamt drei Aufführungen wird sie wegen der polnisch-patriotischen Untertöne von der zaristischen Zensur verboten und wird bis 1914 nicht mehr aufgeführt.
- 09. Dezember: Die Uraufführung der Oper Le Voyage en Chine von François Bazin erfolgt an der Opéra-Comique in Paris.
- 17. Dezember: Die Sinfonie in h-Moll (Die Unvollendete) von Franz Schubert wird 37 Jahre nach dem Tod des Komponisten im großen Redoutensaal der Wiener Hofburg uraufgeführt. Johann von Herbeck hat die in Vergessenheit geratene Partitur bei Schuberts Freund Anselm Hüttenbrenner aufgefunden.
- Die Operette Mannschaft an Bord von Ivan Zajc wird in Berlin uraufgeführt.

### Instrumental- und Vokalmusik
- 01. Mai: Der Wiener Hofkapellmeister Johann von Herbeck entdeckt bei dem Komponisten und Musikkritiker Anselm Hüttenbrenner in Graz das Autograph einer bis dahin unbekannten Sinfonie von Franz Schubert, der „Unvollendeten“.
- Anton Bruckner: Im April, WAB 75; Militärmarsch, WAB 116; Hochzeitslied Trauungschor, WAB 49. komponiert am 8. Januar
- Johannes Brahms: 16 Walzer, op. 39; Horntrio Es-Dur op. 40, Uraufführung am 28. November in Zürich
- Anlässlich eines Preisausschreibens in Leipzig verfasst Antonín Dvořák seine Erste und seine Zweite Sinfonie; Konzert A-Dur für Violoncello und Klavier B. 10.
- Für sein Werk Cantique de Jean Racine erhält der französische Student Gabriel Fauré den ersten Preis in einem Kompositionswettbewerb.
- Edvard Grieg: Violinsonate Nr. 1 F-Dur op. 8
- Johann Strauss (Sohn) bringt folgende Werke heraus: Feuilleton (Walzer) op. 293; Bürgersinn (Walzer) op. 295; Hofball-Tänze op. 298; Flugschriften (Walzer) op. 300; Proceß-Polka op. 294; Episode-Polka op. 296; Electrofor-Polka op. 297; Kreuzfidel (Polka) op. 301; Die Zeitlose (Polka) op. 302; Kinderspiele (Polka) op. 304; Die Afrikanerin (Quadrille) op. 299 und Bal champêtre (Quadrille) op. 303.

### Sonstiges

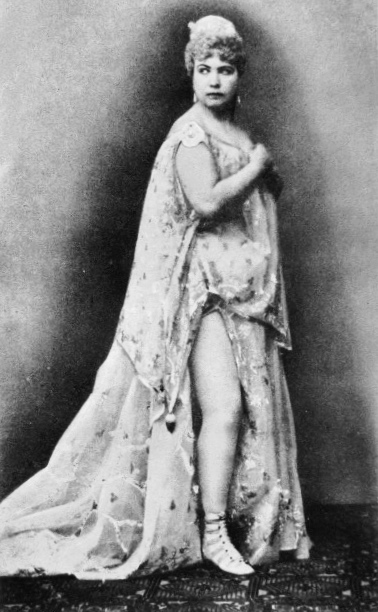
Marie Geistinger

- 17. März: Schon drei Monate nach der französischen Uraufführung findet die deutschsprachige Erstaufführung von Jacques Offenbachs Oper Die schöne Helena in Wien am Theater an der Wien statt. Die Rolle der Helena übernimmt Marie Geistinger. Inszeniert wird diese Erstaufführung vom Direktor des Theaters, Friedrich Strampfer. Camillo Walzel und Julius Hopp übersetzten das Libretto von Henri Meilhac und Ludovic Halévy ins Deutsche.
- 07. Oktober: Der Wiener Volkssänger Johann Fürst eröffnet im Wiener Wurstelprater das Fürst-Theater.
- 04. November: In der Münchener Isarvorstadt wird am Gärtnerplatz in Anwesenheit von Herzog Max Joseph in Bayern unter großem Publikumsinteresse das von Franz Michael Reiffenstuel errichtete Actien-Volkstheater eröffnet.
- Heinrich Kreißle von Hellborn veröffentlicht seine grundlegende Biographie über Franz Schubert.
- Der Industrielle Nikolaus Dumba wird Vorstand des Wiener Männergesang-Vereins.
- Richard Wagner schenkt seinem Gönner Ludwig II. von Bayern die Originalpartitur seiner Oper Die Feen. Diese wird erst nach Wagners Tod im Jahr 1888 erstmals aufgeführt.

## Geboren

### Januar bis Juni
- 08. Januar: Winnaretta Singer, US-amerikanische Musikmäzenin († 1943)
- 11. Januar: Martin Oberdörffer, deutscher Konzertsänger und Komponist († 1926)
- 15. Januar: August Ludwig, deutscher Komponist, Schriftsteller und Redakteur († 1946)
- 22. Januar: Jean Paul Ertel, deutscher Komponist († 1933)
- 05. Februar: Harvey Worthington Loomis, US-amerikanischer Komponist († 1930)
- 19. Februar: Agnes Adler, dänische Pianistin und Musikpädagogin († 1935)
- 23. oder 24. Februar: Louis Charbonneau, kanadischer Cellist und Musikpädagoge († 1927)
- 02. März: William C. Carl, US-amerikanischer Organist und Musikpädagoge († 1936)
- 03. März: Alexander Adolfowitsch Winkler, russischer Komponist, Pianist und Musikpädagoge († 1935)
- 16. März: Carme Karr, spanische Feministin, Journalistin, Autorin, Musikologin und Komponistin († 1943)
- 23. März: Albin Scholz, deutscher Opern- und Konzertsänger († unbekannt)
- 26. April: Ludwig Grande, deutsch-böhmischer Musiker, Dirigent, Komponist, Musiklehrer und Maler († 1940)
- 26. April: Anton Köhler, deutsch-böhmischer Dirigent und Komponist († 1939)
- 05. Mai: Ede Donáth, ungarisch-jüdischer Dirigent und Komponist († 1945)
- 09. Mai: August de Boeck, belgischer Komponist und Organist († 1937)
- 22. Mai: Enric Morera, katalanischer Komponist († 1942)
- 23. Mai: Joseph Merkl, deutscher Musiker († 1913)
- 25. Mai: Mathilde Verne, englische Pianistin und Musikpädagogin († 1936)
- 27. Mai: Alex Höpperger, österreichischer Nationalsänger († 1929)
- 05. Juni: Felicjan Szopski, polnischer Komponist, Musikpädagoge und -kritiker († 1939)
- 09. Juni: Albéric Magnard, französischer Komponist († 1914)
- 09. Juni: Carl Nielsen, dänischer Komponist und Dirigent († 1931)
- 10. Juni: Therese Rothauser, deutsche Opernsängerin (Alt) und Gesangspädagogin († 1943)
- 15. Juni: Paul Gilson, belgischer Komponist und Professor († 1942)
- 24. Juni: Giovanni Battista de Sanctis Ciabatonni, kolumbianischer Musikpädagoge, Klarinettist und Dirigent († 1925)

### Juli bis Dezember
- 06. Juli: Émile Jaques-Dalcroze, Schweizer Komponist und Musikpädagoge († 1950)
- 08. Juli: Rita Strohl, französische Pianistin und Komponistin († 1941)
- 21. Juli: Robert Kahn, deutscher Komponist und Musikpädagoge († 1951)
- 24. Juli: Anton Franck, deutscher Opernsänger († 1922)
- 10. August: Alexander Konstantinowitsch Glasunow, russischer Komponist († 1936)
- 13. August: Emma Eames, US-amerikanische Opernsängerin (Sopran) und Gesangspädagogin († 1952)
- 15. August: Franz Beyer, pommerscher Orgelbauer († 1942)
- 19. August: Harry Crane Perrin, englischer Organist, Komponist und Musikpädagoge († 1953)
- 29. August: Georges Denola, französischer Komponist, Varietékünstler, Regisseur und Schauspieler († 1944)
- 15. September: Gian Giuseppe Bernardi, italienischer Komponist, Musiktheoretiker und Musikpädagoge († 1946)
- 22. September: Jules Caffot, französischer Organist und Komponist († 1942)
- 01. Oktober: Paul Dukas, französischer Komponist († 1935)
- 12. Oktober: Michail Wassiljewitsch Anzew, russisch-sowjetischer belarussischer Komponist, Chorleiter und Lehrer († 1945)
- 28. Oktober: Pierre Kunc, französischer Komponist und Organist († 1941)
- 31. Oktober: Achille Rivarde, britischer Geiger und Musikpädagoge († 1940)
- 31. Oktober: Josef Wohlfartstetter, österreichischer Orgelbauer († 1935)
- 02. November: Marie Goetze, deutsche Opernsängerin († 1922)
- 04. November: Karl Koss, österreichischer Operettensänger und Regisseur († 1944)
- 07. November: Conrad Abelard Fontova i Planes, katalanisch-argentinischer Pianist und Komponist († 1923)
- 03. Dezember: Gustav Jenner, deutscher Komponist († 1920)
- 08. Dezember: Jean Sibelius, finnischer Komponist († 1957)
- 29. Dezember: Marmaduke Barton, britischer Pianist, Musikpädagoge und Komponist († 1938)

### Genaues Geburtsdatum unbekannt
- Percival J. Illsley, kanadischer Komponist, Organist, Chorleiter und Musikpädagoge († 1924)

## Gestorben

### Todesdatum gesichert
- 09. Januar: Elizabeth Masson, britische Sängerin und Komponistin (* 1806)
- 27. Januar: Giuseppe Rocca, italienischer Geigenbauer (* 1807)
- 28. Januar: Felice Romani, italienischer Opernlibrettist (* 1788)
- 07. Februar: Johann Heinrich Lübeck, deutsch-niederländischer Geiger, Komponist und Musikpädagoge (* 1799)
- 20. Februar: Pierre-Louis Dietsch, französischer Dirigent, Chorleiter und Komponist (* 1808)
- 12. März: Wenzel Bielczizky, österreichischer Tenor und Theaterdirektor (* 1818)
- 01. April: Giuditta Pasta, italienische Opernsängerin (* 1798)
- 05. April: Johann Nepomuk Kaňka, böhmischer Jurist und Komponist (* 1772)

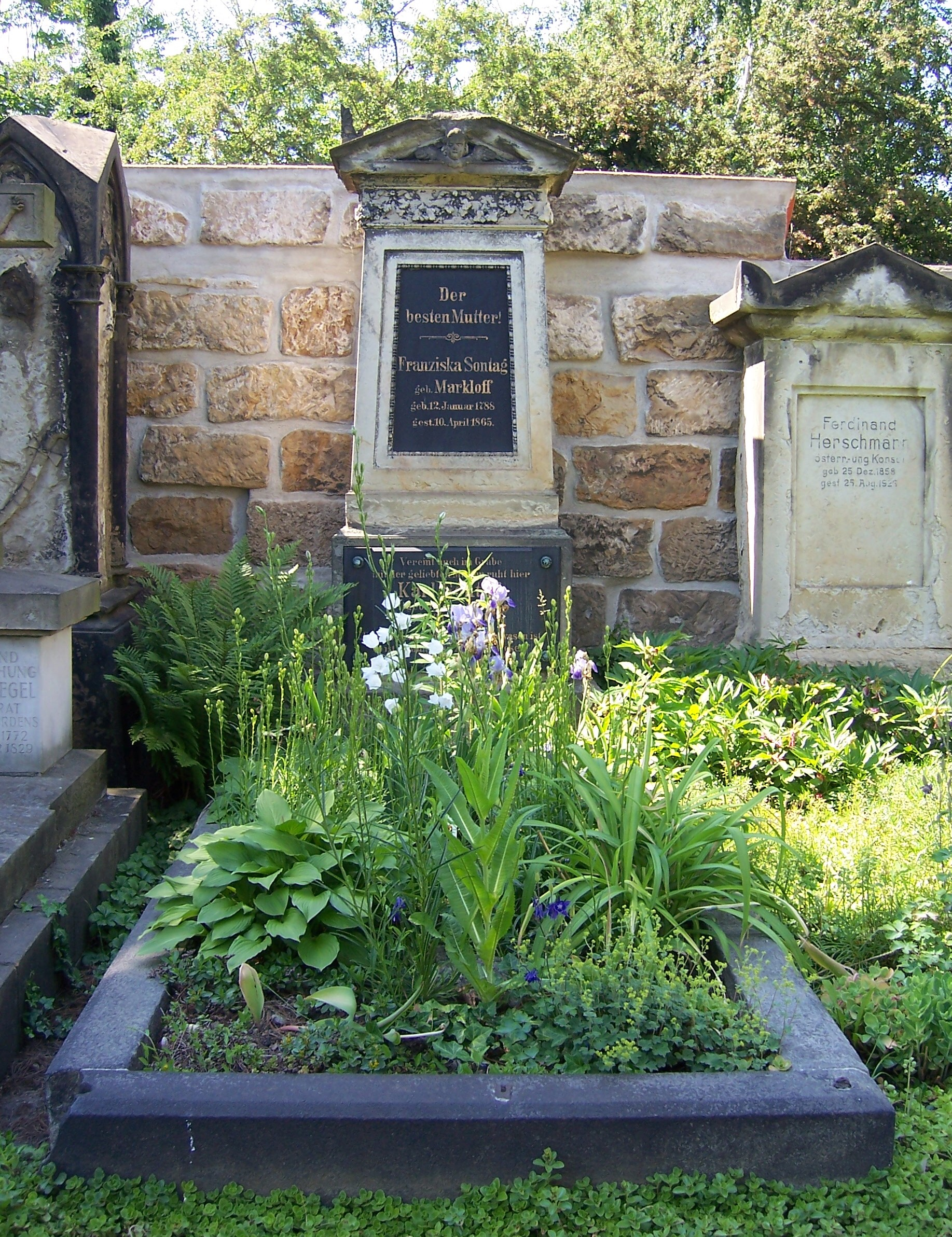
Franziska Sontags Grab auf dem Alten Katholischen Friedhof in Dresden

- 10. April: Franziska Sontag, deutsche Opernsängerin und Schauspielerin (* 1788)
- 11. April: Carl von Prandau, in Kroatien geborener österreichischer Komponist, Pianist und Mäzen (* 1792)
- 10. Mai: Eleonore de Ahna, deutsche Opernsängerin (* 1838)
- 28. Mai: Anton Müller, österreichischer Orgelbauer (* um 1807)

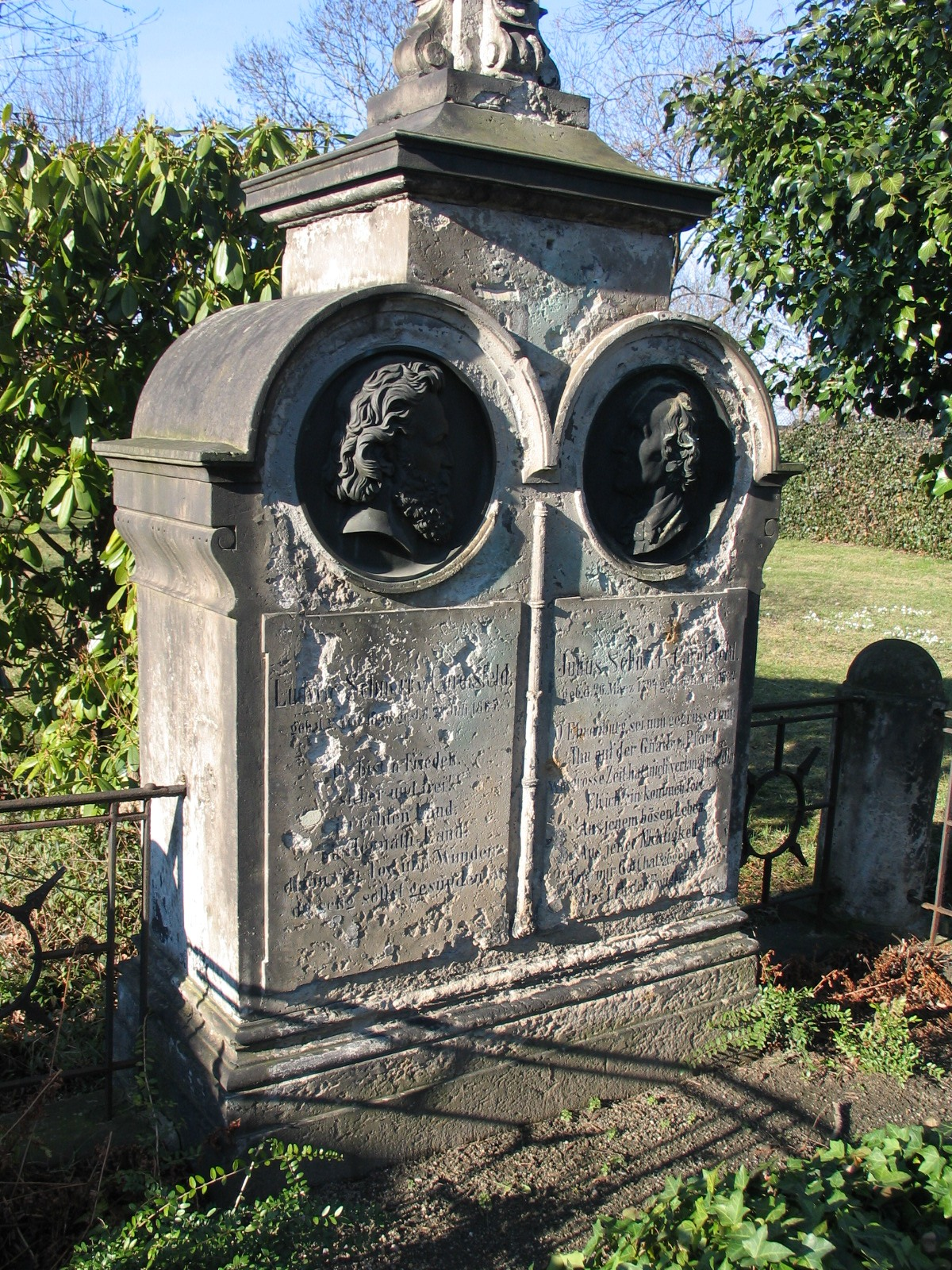
Grab von Ludwig Schnorr von Carolsfeld auf dem Alten Annenfriedhof in Dresden

- 21. Juli: Ludwig Schnorr von Carolsfeld, deutscher Opernsänger (Heldentenor) (* 1836)
- 24. Juli: Jean-Louis Tulou, französischer Flötist und Komponist (* 1786)
- 17. August: Johann Nepomuk von Poißl, deutscher Komponist und Intendant (* 1783)
- 13. September: Johann Hoffmann, österreichischer Sänger und Theaterdirektor (* 1803)
- 08. Oktober: Heinrich Wilhelm Ernst, mährischer Violinist und Komponist (* 1814)
- 12. Oktober: William Vincent Wallace, englischer Komponist und Musiker (* 1812)
- 14. Oktober: Cyprian Friedrich Marianne Romberg, deutscher Cellist (* 1807)
- 00. Oktober: Johann Abraham Nüske, deutscher Gitarrist, Komponist und Musiklehrer (* 1796)
- 06. November: Thérèse Wartel, französische Pianistin, Klavierlehrerin und Komponistin (* 1814)
- 18. November: Louis Brandt, deutscher Opernsänger und Schauspieler (* um 1770)
- 19. November: Cesare Badiali, italienischer Opernsänger (* 1805)
- 20. November: Giuseppe Anelli, italienischer Gitarrist und Komponist (* um 1787)
- 23. November: Josef Leopold Zvonař, tschechischer Komponist (* 1824)
- 04. Dezember: Moritz Mildner, böhmischer Violinist, Orchesterleiter und Leiter des Prager Konservatoriums (* 1812)
- 06. Dezember: Sebastián de Yradier, spanisch-baskischer Komponist (* 1809)
- 18. Dezember: Francisco Manuel da Silva, brasilianischer Komponist (* 1795)

### Genaues Todesdatum unbekannt
- Pierre-Auguste-Louis Blondeau, französischer Komponist und Musikwissenschaftler (* 1784)
- Claude Montal, französischer Klavierbauer (* 1800)

### Gestorben nach 1865
- Moritz Baumgarten, deutscher Orgelbauer (* vor 1815)